# Герб Тасагарского наслега
Герб муниципального образования сельское поселение «Тасагарский наслег»  Вилюйского улуса Республики Саха (Якутия) Российской Федерации.
Герб утверждён Решением Тасагарского наслежного Совета депутатов № 45 от 10 июля 2009 года.
Герб внесён в Государственный геральдический регистр Российской Федерации под регистрационным номером 6595.

## Описание герба
«В золотом поле положенный наискось зелёный четырёхлистник, тонко окаймлённый внутри серебром, снаружи червленью, и дамасцированный золотом».